# شانون لين
شانون لين (22 أكتوبر 1985 في كندا - ) هي لاعبة كرة قدم كندية في مركز حراسة المرمى. شاركت مع منتخب اسكتلندا لكرة القدم للسيدات. أما مع النوادي، فقد لعبت مع نادي تشيلسي لكرة القدم للسيدات وHibernian W.F.C. ‏ وF.C. Indiana ‏ وFort Wayne Fever (W-League) ‏ وPurdue Fort Wayne Mastodons ‏ وVittsjö GIK ‏.

## وصلات خارجية
- شانون لين على موقع الاتحاد الدولي (مؤرشف)  (الإنجليزية)
- شانون لين على موقع الاتحاد الأوربي (الإنجليزية)
- شانون لين على موقع الاتحاد الإسكتلندي (الإنجليزية)
- شانون لين على موقع اتحاد السويد (السويدية)
- شانون لين على موقع قاعدة بيانات كرة القدم.إي يو (الإنجليزية)
- شانون لين على موقع Soccerway.com (الإنجليزية)
- شانون لين على موقع عالم كرة القدم.نت (الإنجليزية)